# Burghagel

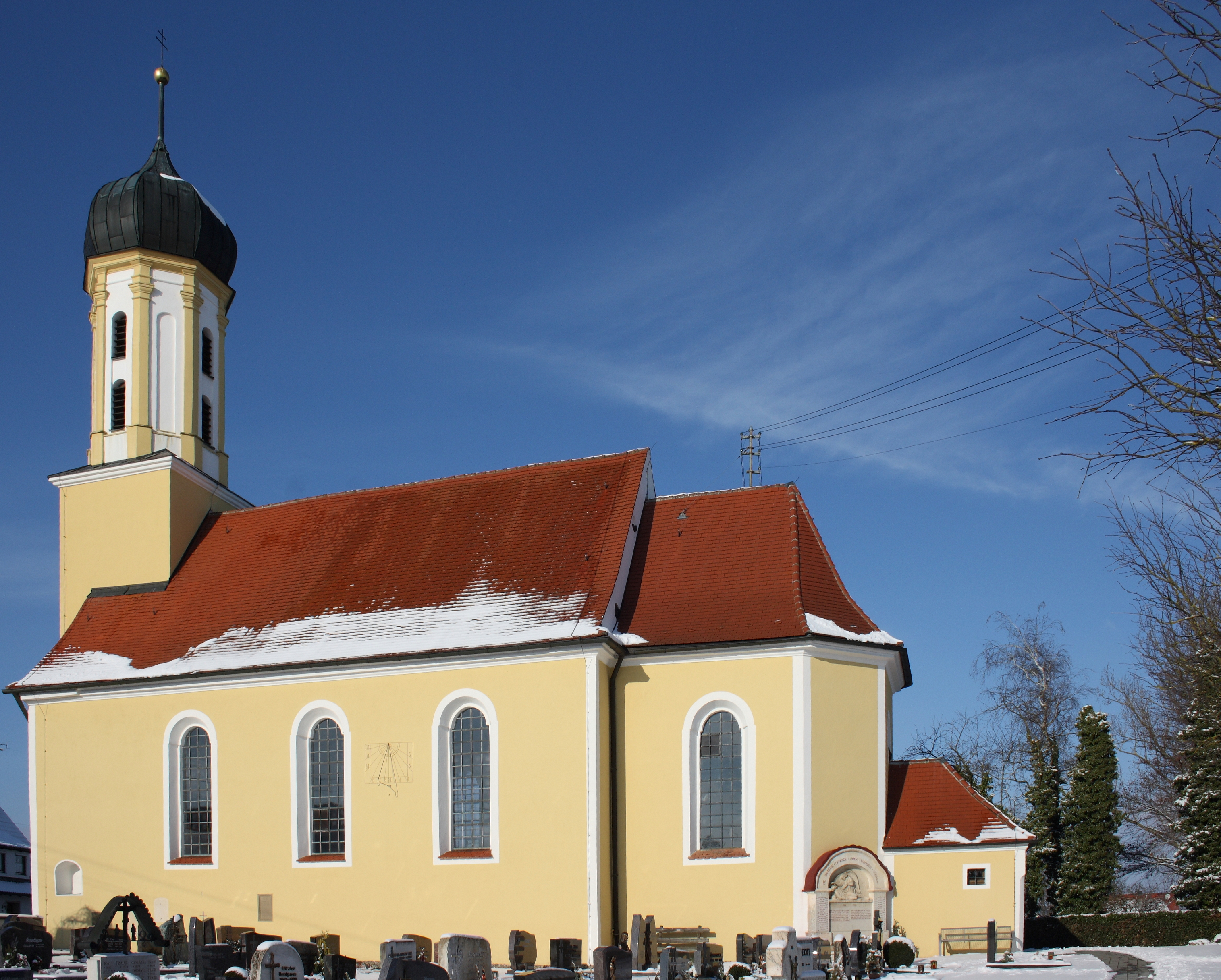
Kirche St. Peter in Burghagel

Burghagel ist ein Gemeindeteil von Bachhagel im schwäbischen Landkreis Dillingen an der Donau in Bayern. Das Pfarrdorf Burghagel, das am 1. Mai 1978 nach Bachhagel eingemeindet wurde, liegt etwa eineinhalb Kilometer nordöstlich von Bachhagel, am Westrand des ehemaligen Dattenhauser Sees.

## Geschichte

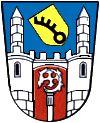
Wappen der ehemaligen selbständigen Gemeinde Burghagel

Vorgeschichtliche Funde bezeugen eine frühe Besiedlung.
Der Ort ist wohl eine alemannische Gründung des 6./7. Jahrhunderts. Reihengräber aus dieser Zeit wurden am nordwestlichen Ortsrand gefunden. 1145 ist ein Ministeriale Konrat von Hagele mit Sitz im Ort überliefert. Die Herrschaft Burghagel mit den Dörfern Bach- und Burghagel, Landshausen und Oberbechingen gelangte 1268 an das Herzogtum Bayern. 1269/71 wird der Name „Purckhageln“ überliefert. Bayern verpfändete in den folgenden Jahren den Ort sehr oft, 1322 an die Grafen von Helfenstein, an die Grafen von Graisbach (1336–1342), an den Herzog von Teck (vor 1368) und 1369 an den Grafen von Wartstein. Nachdem die Burg Hageln 1462 im Krieg zerstört worden war, kam der Sitz der Herrschaft nach Bachhagel. In der zweiten Hälfte des 16. Jahrhunderts war die Grundherrschaft auf neun Grundherren zersplittert. Im Dreißigjährigen Krieg brannte der Ort ab und wurde entvölkert.

## Religionen
Burghagel ist wohl eine alte Pfarrei, die dem heiligen Peter geweiht ist. Die heutige Pfarrkirche wurde 1719 nach den Plänen des Baumeisters Johann Windtschmidt aus Gundelfingen errichtet. 1887 fand eine umfassende Neugestaltung des Innenraums statt.

## Einwohnerentwicklung
- 1761: 322 Einwohner
- 1840: 395 Einwohner
- 1910: 379 Einwohner
- 1939: 331 Einwohner
- 1950: 489 Einwohner
- 1961: 512 Einwohner[1]
- 1970: 501 Einwohner[1]
- 2000: 462 Einwohner

## Baudenkmäler
Siehe: Liste der Baudenkmäler in Burghagel

## Bodendenkmäler
Siehe: Liste der Bodendenkmäler in Bachhagel

## Söhne des Ortes
- Marquart von Hageln († 8. Februar 1324), Bischof in Eichstätt
- Joseph Kling (1852–1921), Bürgermeister von Burghagel und Mitglied im Bayerischen Landtag